# تورنو، شنتیور
تورنو، شنتیور (اسلوونیایی: Turno, Šentjur) یک منطقهٔ مسکونی در اسلوونی است که در Lower Styria واقع شده‌است.

## خصوصیات
تورنو ۱٫۴۷ کیلومترمربع مساحت و ۱۲۵ نفر جمعیت دارد و ۴۳۹٫۴ متر بالاتر از سطح دریا واقع شده‌است.